# Marcela Dimonti
Marcela Dimonti, seudónimo de Marcela Elizabeth Cortés Maturana (Santiago, 20 de marzo de 1958), es una artista y activista trans chilena, participante de la primera protesta LGBT en Chile en 1973.

## Biografía
Nació en Santiago el 20 de marzo de 1958, viviendo su infancia en el sector de Independencia. Abandonó su hogar en Conchalí a los 15 años, y el 22 de abril de 1973 fue una de las participantes en la primera protesta de la diversidad sexual realizada en Chile, ocurrida en la Plaza de Armas de Santiago. Fue detenida el 11 de septiembre de 1973, día del golpe de Estado que derrocó al gobierno de Salvador Allende, y llevada al regimiento Tacna, en donde fue golpeada y rapada y posteriormente trasladada al Estadio Nacional, lugar en el que estuvo recluida durante varios meses.
Tras el golpe de Estado se trasladó a Valparaíso, en donde conoció el trabajo sexual y el mundo del espectáculo, y en 1980 se convirtió en una de las primeras personas en realizarse una cirugía de reasignación de sexo en Chile a cargo del doctor Guillermo Mac Millan en el Hospital Carlos Van Buren. Posteriormente participó en diversos espectáculos en Chile, Argentina, España, Francia y Alemania como cantante, bailarina y vedette.
En 2023 formó parte del documental Las locas del 73, de Carolina Espinoza Cartes y Víctor Hugo Robles, y que recuerda la primera protesta LGBT de 1973. Ese mismo año pasó a formar parte del elenco de la obra teatral Yeguas sueltas, dirigida por Ernesto Orellana y que también rememora la protesta de 1973, realizando el acto musical de obertura, y su imagen fue representada en la obra visual de gran formato titulada Las del material más hermoso y resistente, realizada por la artista Poleo Painemal.
Como activista trans, Marcela Dimonti pertenece a OTD Chile, en donde ha participado para generar visibilidad de los adultos mayores trans y luchar por reparación histórica para personas LGBT víctimas de la dictadura militar. El 23 de mayo de 2025 fue una de las participantes en el acto en que se entregó en el Palacio de La Moneda una carta al presidente de la República, Gabriel Boric, solicitando una pensión de gracia para ella, «La Eva» y «La Raquel» como medida de reparación histórica. En el evento estuvieron presentes integrantes de OTD Chile, Salud Trans para Chile y el Sindicato Amanda Jofré, entre otras organizaciones.